# Rue Solianka

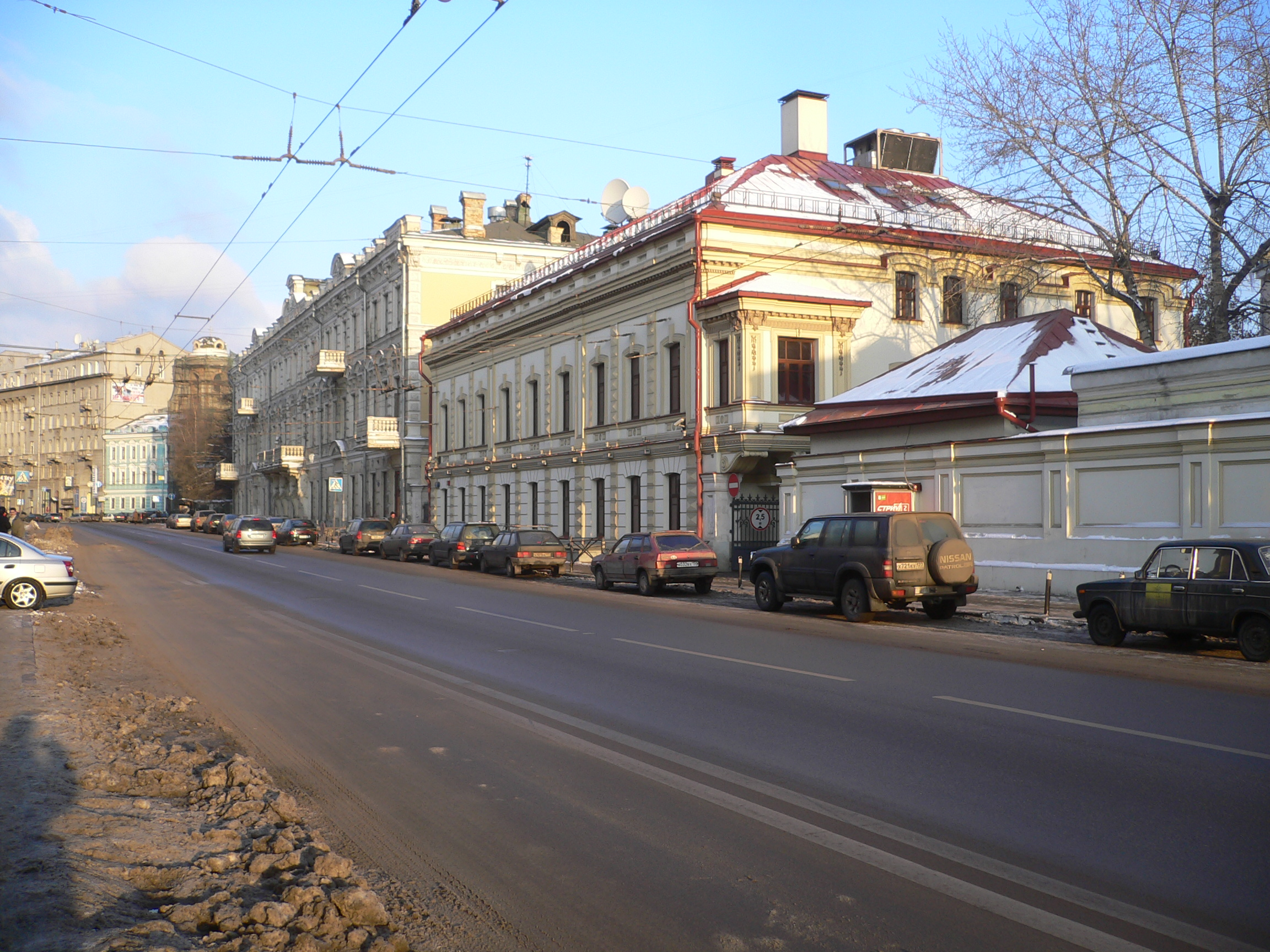
La rue Solianka en janvier 2008.

La rue Solianka (russe : Улица Солянка ou simplement Solianka) est une rue du centre de Moscou. 

## Situation et accès
Elle va du passage Solianka jusqu'à la place des portes de la Iaouza et est située sur la vieille route de Riazan.

## Origine du nom
La rue tire son nom de l'hôtel du sel (russe : соль - sol') qui se dressait depuis le milieu du XVIIe siècle et jusqu'en 1733 à l'emplacement de l'actuel n° 1/2. 

## Historique
La route de Riazan est connue depuis le XIVe siècle. Les terrains au sud de la Solianka portaient le nom de pré Basile (Васильевский луг) et ont été bâtis depuis le XVIIe siècle. Le pré était traversé par le ruisseau Ratchka. En 1712 l'hôtel des obus (Гранатный двор - manufacture d'obus pour l'artillerie) y est transféré et dans les années 1760 commence la construction de l'orphelinat impérial (Императорский Воспитательный дом - maison d'accueil pour enfants sans foyer et orphelins) par Karl Blank à l'initiative d'Ivan Betski.
Au XVIIIe siècle, les demeures de familles influentes — Boutourline, Volkonski, Narychkine — s'y trouvaient et la rue se terminait aux portes de la ville blanche. À  cette époque la rue s'appelait rue de la Iaouza, d'après l'affluent tout proche de la Moskova, ce nom désigne encore la rue dans le prolongement oriental de la Solianka.
C'est dans les années 1860 qu'apparut à quelques rues au nord de la Solianka le marché Khitrov. Dans les années 1900, l'association des marchands de Moscou fit construire à l'angle de la rue Solianka et de la rue Zabelina un ensemble d'immeubles d'habitation dans le style néo-classique du début du siècle.

## Bâtiments remarquables et lieux de mémoire
Côté impair :
- no 1/2, bât. 1 et 2 — maisons de rapport de l'association des marchands de Moscou, architectes : Vladimir Sherwood, Ivan German, Alexeï Sergueïev
- no 5/2 — église de la Très Sainte Mère de Dieu sur la Flèche (à l'angle de la rue Podkolokolny), 1804
- no 7 — maison de rapport, architecte : Nikolaï Karneïev, 1882
- no 9 — hôtel particulier des XVIIIe – XVIIIe siècles
- no 11 — hôtel particulier du XIXe siècle
- no 15/16 — hôtel particulier du XVIIIe siècle

Côté pair :
- no 6 - église Saint-Cyr-et-Saint-Jean, architecte : Karl Blank (détruite en 1933)
- no 14 — bâtiment du conseil de tutelle, dans le style Empire russe, architecte : Domenico Gilardi et Afanassi Grigoriev (en), 1823-1826
- no 14/2 — bâtiment d'arrondissement de la maison d'éducation, 1764-1770, architecte : Karl Blank